# Eumonoicomyces
Eumonoicomyces — рід грибів родини Laboulbeniaceae. Назва вперше опублікована 1901 року.

## Класифікація
До роду Eumonoicomyces відносять 5 видів:
- Eumonoicomyces argentinensis
- Eumonoicomyces californicus
- Eumonoicomyces invisibilis
- Eumonoicomyces papuanus
- Eumonoicomyces platystethi